# Estany del Diable (la Guingueta d'Àneu)
L'Estany del Diable és un llac d'origen glaciar al municipi de la Guingueta d'Àneu, al Pallars Sobirà. Es troba a la capçalera del torrent de Mascarida, al nord-oest de Tavascan. Està situat entre el Pic de la Coma del Forn, al nord-est i el Campirme, al sud, damunt mateix de l'estany de Mascarida. Està inclòs en el  Parc Natural de l'Alt Pirineu.
L'estany del Diable està situat a 2.323 m d'altitud. Té una superficie de 0,19 ha. Desguassa a l'estany de Mascarida. En les seves aigües es pot trobar el tritó pirinenc que és una espècie endèmica del Pirineu.

## Accés
La forma més fàcil d'arribar-hi és des del refugi de la Pleta del Prat. Des d'aquí cal anar a buscar el torrent de la Mascarida i remuntar-lo sempre tenint-lo a l'esquerre. S'acaba arribant a l'estany de Mascarida i al petit estany del Diable, que és troba en un extrem de Mascarida. S'ha de agafar un altre camí de 15-20 minuts que puja fins als estanys de Mascarida de Dalt. La ruta està perfectament indicada amb marques grogues i fites.